# 頭頓市
頭頓市（越南语：／）是越南巴地頭頓省下辖的最大城市，曾是该省省会。面積141.1平方公里，2019年总人口527025人。

## 地理
头顿市位于头顿半岛上，多海滩，与西贡河、湄公河三角洲隔海相望，距离胡志明市约125公里:102，东接隆坦县，西接芹蒢湾，南接南中国海，北接巴地市和富美市。

## 历史
1991年8月12日，头顿-崑岛特区和同奈省3县合并为巴地头顿省，省莅头顿市。头顿市下辖第一坊、第二坊、第三坊、第四坊、第五坊、第六坊、第七坊、第八坊、第九坊、第十坊、第十一坊、隆山社11坊1社。
1999年9月16日，头顿市被评定为二级城市。
2002年10月22日，第十一坊析置第十二坊。
2003年12月9日，第九坊析置胜一坊。
2004年12月24日，第一坊部分区域划归第二坊管辖；第二坊析置胜三坊；第八坊部分区域划归第十坊管辖；第十坊部分区域划归第八坊管辖；第八坊析置阮安宁坊；第十坊析置沥蒢坊。
2013年4月23日，头顿市被评定为一级城市。
2014年12月16日，第六坊更名为胜二坊。

## 行政区划
头顿市下辖16坊1社，市人民委员会位于第一坊。
- 第一坊（Phường 1）
- 第二坊（Phường 2）
- 第三坊（Phường 3）
- 第四坊（Phường 4）
- 第五坊（Phường 5）
- 第七坊（Phường 7）
- 第八坊（Phường 8）
- 第九坊（Phường 9）
- 第十坊（Phường 10）
- 第十一坊（Phường 11）
- 第十二坊（Phường 12）
- 阮安宁坊（Phường Nguyễn An Ninh）
- 沥蒢坊（Phường Rạch Dừa）
- 胜一坊（Phường Thắng Nhất）
- 胜二坊（Phường Thắng Nhì）
- 胜三坊（Phường Thắng Tam）
- 隆山社（Xã Long Sơn）

## 经济
头顿市經濟活動主要是石油開拓。頭頓市位於越南最重要石油和自然氣生產根據地。石油出口每年供給越南國庫收入百分之30。除了石油以外，頭頓市還是一個旅遊中心（依靠本市美麗海灘，氣候溫和，光景豐富多采）。漁業也是頭頓市重要經濟要素。

## 观光

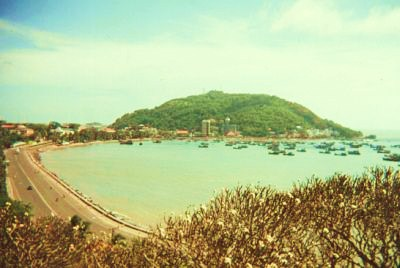
頭頓海灘

头顿市名勝有阿彌陀佛台，山顶上的巨型头顿耶稣像，釋迦牟尼佛台（一個大佛教寺） “白宮” （法國統治宮）。本市中還有一個俄羅斯人居住區。他們都在越俄石油天然氣合資企業工作。

## 景點
1. 耶穌山
2. 阿彌陀佛台
3. 佛台
4. “白宮” (法國統治宮)
5. 鯨魚古廟